# Hale Lombard
Hale Hampton Lombard (* 13. června 2000, Belleair Bluffs) je americký fotbalový útočník angažovaný v Opavě.

## Klubová kariéra
Vytáhlý útočník začal s fotbalem v klubu Florida Gulf Coast Utd. V Americe hrál v univerzitním Lafayette Leopards a ruzných akademiích.

### TJ Jednota Bánová
Do jeho prvního evropského angažmá přišel dne 17. září 2024. Za podzimní část odehrál 10 zápasů a vstřelil tři branky.

### SFC Opava
Do Opavy přišel na testy v lednu 2025. V přípravných zápasech dal tři góly a v únoru podepsal ve Slezsku víceletý kontrakt.